# André Bradford
André Jorge Dionísio Bradford (Ponta Delgada, 30 de Novembro de 1970 – Ponta Delgada, 18 de Julho de 2019), foi um jornalista e político português. Depois de uma destacada carreira política pelo Partido Socialista no Arquipélago dos Açores, foi eleito como deputado para o Parlamento Europeu, tendo exercido apenas durante um curto período, devido à sua morte súbita.

## Biografia

### Nascimento e formação
Nasceu na cidade de Ponta Delgada em 30 de Novembro de 1970, filho de mãe açoriana e de pai americano. Licenciou-se em Comunicação Social e Cultural na Faculdade de Ciências Humanas do Instituto de Estudos Políticos da Universidade Católica, e depois concluiu o mestrado em Teoria e Ciência Política e o 2.º ano do curso de Direito, igualmente na Universidade Católica. Era Doutorando em Ciências da Comunicação, na mesma Universidade, com investigação na área da Comunicação Política.

### Carreira jornalística e política
Trabalhou como jornalista no Açoriano Oriental desde 1992, e no Diário de Notícias em 1997. No Açoriano Oriental, foi adjunto do director editorial da empresa Açormedia, e colaborou como comentador político e colunista em diversos órgãos da comunicação social
Em 2000, assumiu funções como assessor de imprensa na Secretaria Regional do Ambiente do Governo dos Açores, tendo posteriormente exercido como assessor político e secretário regional. Em 2001 empregou-se no gabinete do Presidente do Governo dos Açores, inicialmente como assessor de Cooperação Externa, e posteriormente como assessor dos Assuntos Políticos. Em 2006, passou a ser o coordenador da Comissão Permanente da divisão açoriana do Partido Socialista, tendo sido nomeado como deputado ao Parlamento Regional, em 2004 e 2008.
Entre 2008 e 2012, ocupou a posição de Secretário Regional da presidência do Governo Regional dos Açores.
Em 2016, tornou-se presidente do Grupo Parlamentar do Partido Socialista na Assembleia Legislativa Regional dos Açores. Em 1 de Junho de 2018, apresentou a comunicação O erro de Tocqueville – de "Da Democracia na América" à mediatização da política na Galeria do Instituto Açoriano de Cultura, parte da iniciativa Clube de Leitura Grémio das 9.
Em 26 de Maio de 2019, foi eleito para o Parlamento Europeu, tendo sido destacado pela Aliança Progressista dos Socialistas e Democratas para fazer parte das comissões da Agricultura e do Desenvolvimento Rural e das Pescas, e para a Delegação para as Relações com os Estados Unidos. Seria igualmente um membro suplente da Delegação para as Relações com o Canadá e da Comissão do Desenvolvimento Regional. Substituiu o eurodeputado Ricardo Serrão Santos. No entanto, exerceu durante pouco tempo, devido ao seu falecimento, tendo sido rendido no Parlamento Europeu por Isabel Estrada Carvalhais.

### Falecimento
Em 8 de Julho de 2019, sofreu um episódio de síncope e paragem cardiorrespiratória na sua habitação, em Ponta Delgada. Transportado de emergência para o Hospital do Divino Espírito Santo, na mesma cidade, foi colocado em coma induzido, tendo falecido dez dias depois. Tinha 48 anos de idade, estava casado e era pai de quatro filhos.

## Homenagens
Na sequência do seu falecimento, o presidente da Assembleia da República, Eduardo Ferro Rodrigues, emitiu uma nota de pesar. Também o presidente da Delegação Socialista no Parlamento Europeu, Carlos Zorrinho, a delegação nacional do Partido Socialista a Assembleia Legislativa da Região Autónoma dos Açores, o Governo dos Açores, e as divisões açorianas do Partido Popular Monárquico, do Partido Comunista Português e do Bloco de Esquerda publicaram notas de pesar. A divisão açoriana do Partido Socialista elogiou André Bradford pela sua inteligência e capacidade como orador, e destacou os seus esforços da defesa dos interesses do arquipélago, enquanto que a delegação do Partido Social Democrata colocou as bandeiras em meia-haste e suspendeu todas as acções partidárias durante vários dias.